# Lifuka
Lifuka ist neben Foa eine der beiden Hauptinseln von Haʻapai, einer zu Tonga gehörenden Inselgruppe. Die Koralleninsel hat eine Fläche von 11,42 km² und ist mit der 600 Meter nördlich gelegenen Insel Foa im Norden über Dämme und Brücken verbunden.
Auf Lifuka befinden sich vier Gemeinden: der Hauptort Pangai (mit Haʻatoʻu), Hihifo (mit Tongoleleka), Holopeka und Koulo. Pangai und Hihifo bilden eine siedlungsgeographische Einheit, die bisweilen wie die Insel als Lifuka bezeichnet wird.
Mit dem Flughafen Haʻapai gibt es im Norden der Insel den einzigen Flughafen der Inselgruppe.
In Pangai befindet sich das Grab von Shirley Waldemar Baker und ein Denkmal erinnert dort an ihn.
Im Süden der Insel soll sich die Festung Velata befunden haben, wo George Tupou I. 1826 den Tuʻi Tonga Laufilitonga besiegte.
In Tongoleleka befindet sich eine Fundstelle aus der Zeit der Lapita-Kultur.

## Verwaltung
Lifuka (auch Pangai genannt) ist auch einer der sechs Distrikte der Division Haʻapai.
| Dorf     | Einwohner (2021) |
| -------- | ---------------- |
| Pangai   | 1022             |
| Hihifo   | 714              |
| Koulo    | 131              |
| Holopeka | 175              |